# Dými (Rhodope)
Dými (grec moderne : Δύμη) est une localité située dans le dème d'Íasmos, dans le district régional de Rhodope, dans la periphérie de Macédoine-Orientale-et-Thrace, en Grèce.
Selon le recensement de 2011, elle compte 403 habitants.